# Шубин, Анатолий Павлович
Анато́лий Па́влович Шу́бин (22 февраля 1923 — 19 мая 1979) — передовик советского сельского хозяйства, бригадир совхоза «Студёновский» Турковского района Саратовской области, Герой Социалистического Труда (1966).

## Биография
Родился 22 февраля 1923 года в селе Сиротка Турковского района Саратовской области в русской семье. Окончив обучение на курсах трактористов трудоустроился в 1940 году.
Участник Великой Отечественной войны. Рядовой. Стрелок. Призван в ряды Красной армии 8 августа 1942 года. Служил в 24-й разведывательной роте.
В 1947 году после демобилизации возвратился в родные края и стал работать механизатором в совхозе "Студёновский" Турковского района Саратовской области. В 1950 году был назначен бригадиром механизированной тракторной бригады. В обработке у которой было 1633 гектара пашни.
Постоянно его бригада собирала высокие урожаи зерновых. В 1965 году было собрано 16,2 центнера яровой пшеницы в среднем с гектара обрабатываемой площади, а озимой 14,4 центнера с гектара. В 1966 году 18.3 центнера яровой пшеницы с гектара.
Указом Президиума Верховного Совета СССР от 23 июня 1966 года за успехи достигнутые в увеличении производства и заготовок пшеницы, ржи, гречихи, риса и других зерновых и кормовых культур и высокопроизводительном использовании техники Анатолию Павловичу Шубину присвоено звание Героя Социалистического Труда с вручением ордена Ленина и золотой медали «Серп и Молот».
В дальнейшем его бригада продолжала получать высокие урожаи, становилась победителем социалистического соревнования.
Последние годы жизни, после выхода на заслуженный отдых, проживал в городе Энгельсе. Умер 19 мая 1979 года. 

## Награды
За трудовые успехи удостоен:
- золотая звезда «Серп и Молот» (23.06.1966)
- орден Ленина (23.06.1966)
- другие медали.